# Vatsyayana
Vātsyāyana was een oude Indiase schrijver en filosoof, vermoedelijk levend in de 2e of 3e eeuw na Christus, waarschijnlijk in Patliputra (het moderne Patna in de Indiase deelstaat Bihar). Hij is vooral bekend als de schrijver van de Kamasoetra. Weinig is bekend over Vātsyāyana buiten de Kamasoetra zelf.